# Papyrus 129
Papyrus 129 of {\displaystyle {\mathfrak {P}}^{129}} (volgens de nummering van Gregory-Aland) is een Grieks afschrift van het Nieuwe Testament, geschreven op papyrus. Van het handschrift zijn zes fragmenten bewaard gebleven, die samen delen van de eerste brief van Paulus aan de Korintiërs bevatten (nl. 1 Kor. 1 Cor 7:32-37; 8:10-9:3; 9:10-16; 9:27-10:6). Op grond van schrifttype wordt de papyrus in de 2e eeuw gedateerd.
Vier fragmenten worden bewaard in het Museum of the Bible in Washington D.C. onder nummer G.C.PAP.000120. De andere twee fragmenten zijn in het bezit van de Stimer Family Collection in California.
In oktober 2019 meldde the Egypt Exploration Society in Oxford, die de Oxyrhynchus papyri beheert en uitgeeft, dat de papyrus in het Museum of the Bible zonder hun toestemming uit de collectie van het genootschap was verwijderd. Dit betekent waarschijnlijk dat het andere deel van deze papyrus ook gestolen is.
Het Institut für neutestamentliche Textforschung heeft onafhankelijk onderzoek naar deze papyrus gedaan. Hieruit blijkt dat de papyrus naar alle waarschijnlijkheid authentiek is en in de tweede eeuw gedateerd kan worden.